# Новодачная улица
Новода́чная улица  — улица на севере Москвы в районе Северный Северо-Восточного административного округа. Проходит от Долгопрудненского шоссе вдоль железнодорожной линии Савёловского направления рядом с платформой «Новодачная», по которой и дано название улицы.

## История
Улица была образована в 1986 году. Название дано по направлению улицы к платформе Новодачная Савёловского направления МЖД. Платформа в свою очередь была названа по деревне Новодачная, ныне вошедшей в состав Москвы.
В 1997 году рядом появилась улица Заболотье. Она была названа по деревне Заболотье, также как и Новодачная вошедшей в состав Москвы в 1985 году. Название Заболотье означает, что деревня располагавшейся за болотом относительно более значимого населённого пункта.
В 2006 году улица Заболотье присоединена к Новодачной улице.

## Расположение
Новодачная улица начинается от бывшего посёлка Новодачный и проходит на юг вдоль железной дороги до Долгопрудненского шоссе. Центральная улица бывшего посёлка. Застроена частными домами. В 2006 году к Новодачной улице была присоединена улица Заболотье, проходившая от Долгопрудненского шоссе на юг по бывшей деревне Заболотье.